# 中国民主促进会上海市委员会
中国民主促进会上海市委员会，简称民进上海市委、上海民进，是中国民主促进会在上海市的地方组织。